# Stade central de Kalev
Le stade central de Kalev (en estonien : Kalevi Keskstaadion) jusqu'en 1989 stade Komsomol (en estonien : Komsomoli staadion) est un stade multifonction de l'arrondissement de Kesklinn à Tallinn en Estonie.

## Présentation
Il est actuellement principalement utilisé pour les matchs de football et le JK Tallinna Kalev y est domicilié. 
Le stade qui peut accueillir 12 000 spectateurs a été construit en 1955. 
Le festival de danse estonienne (en) y a lieu chaque année depuis 1955.

## Galerie

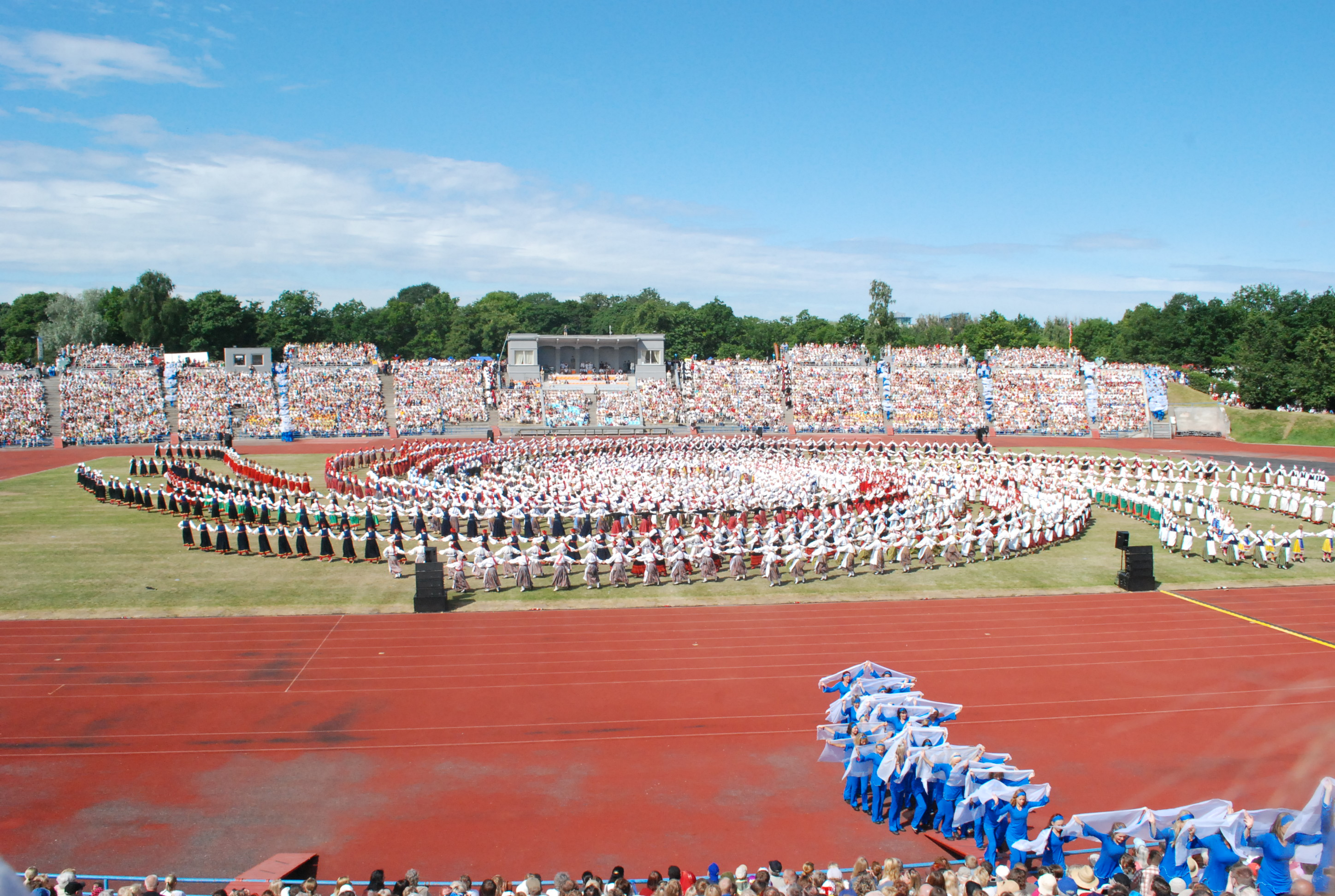
Le festival de danse estonienne.
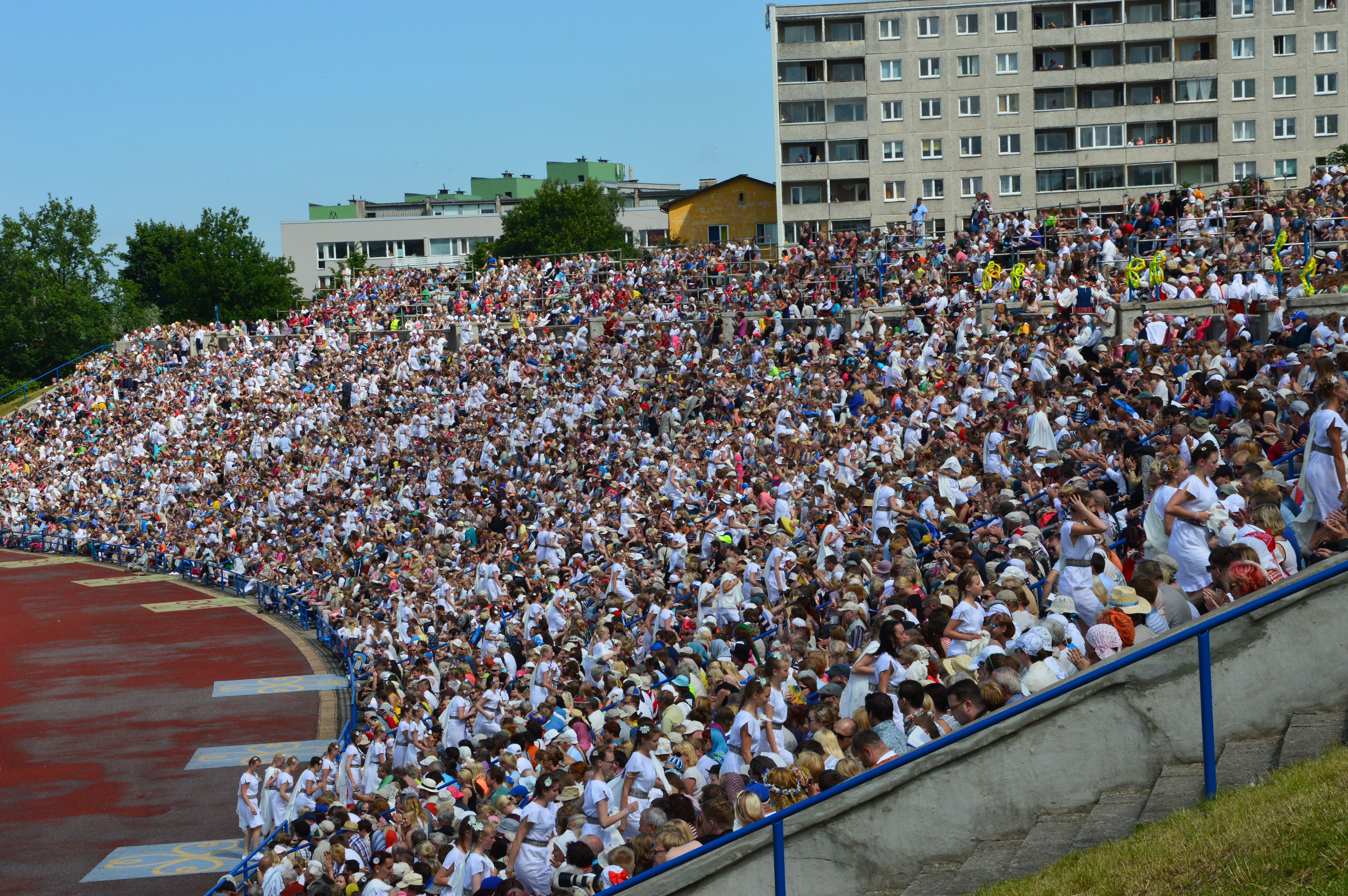
Le stade et son public.
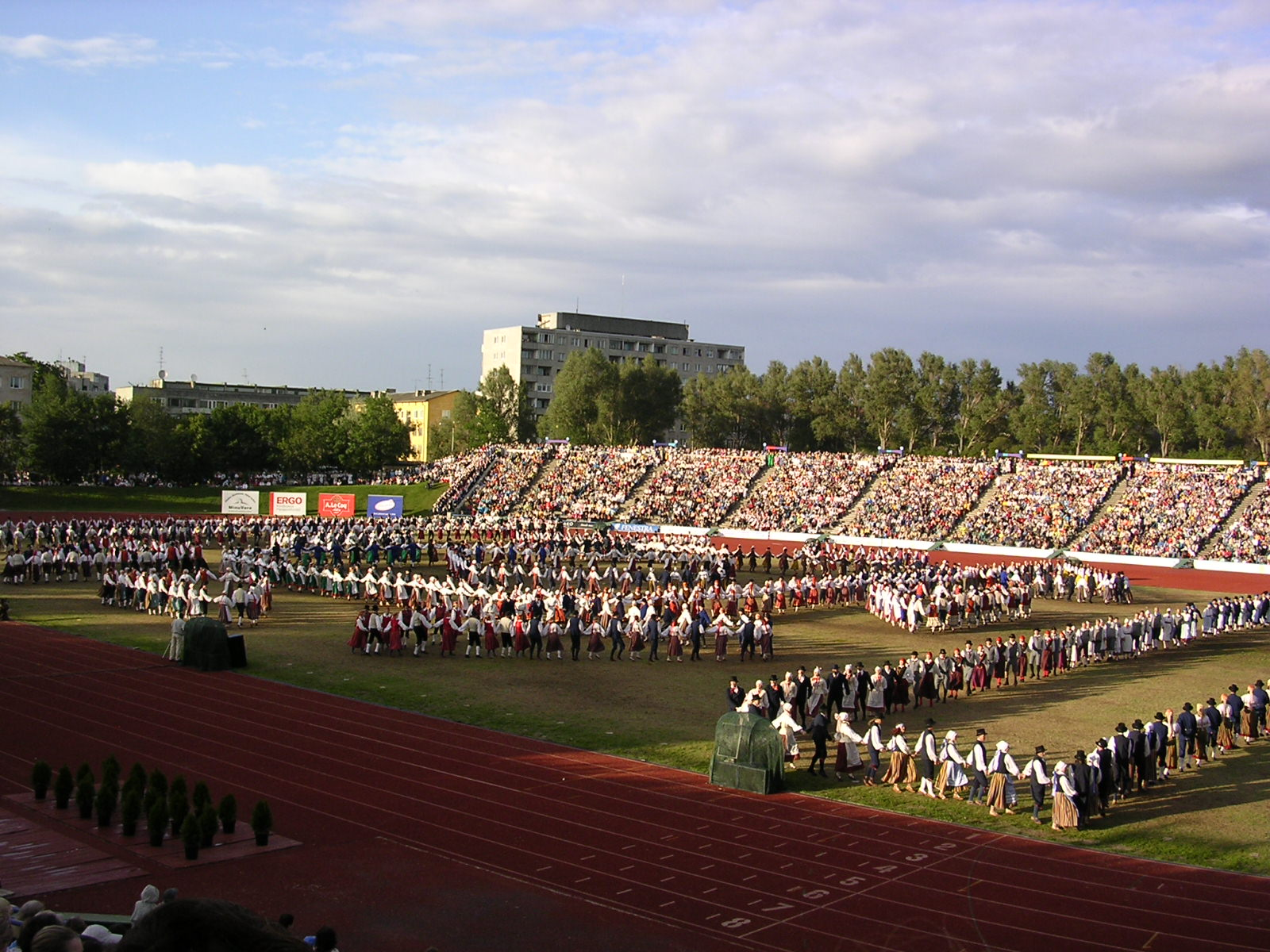
Le festival de danse estonienne.
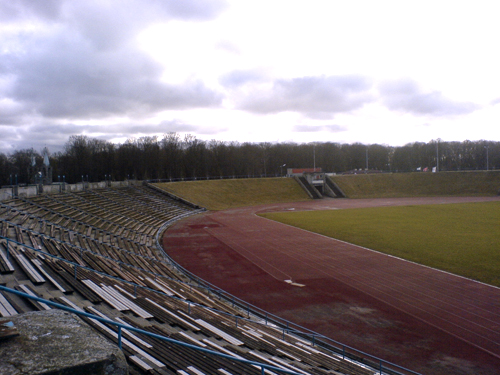